# Sunius thripticus
Sunius thripticus – gatunek chrząszcza z rodziny kusakowatych i podrodziny żarlinków (Paederinae).
Gatunek ten opisany został w 2015 roku przez Volkera Assinga na podstawie 3 okazów odłowionych w 2014 roku.
Chrząszcz o ciele długości od 2,6 do 2,8 mm, zewnętrznie nierozróżnialny od Sunius diktianus. Samiec ma niezmodyfikowany siódmy sternit odwłoka, a sternit ósmy zaopatrzony w pośrodkową wyniosłość o gęstszym owłosieniu oraz szeroko-trójkątnie wcięty na tylnej krawędzi. Jego edeagus ma 0,36 mm długości i kilka zesklerotyzowanych kolców w woreczku wewnętrznym, z których większe są grube i mają szerokie podstawy.
Owad palearktyczny, endemiczny dla wschodniej Krety. Spotykany na pastwiskach, pod kamieniami, na wysokości około 1000 m n.p.m.